# Шошино (Красноярский край)
Шо́шино — село в Минусинском районе Красноярского края. Административный центр Шошинского сельсовета.

## География
Шошино расположено на левом берегу реки Туба вблизи границы Минусинского и Курагинского районов.
Расположенное в непосредственной близости село Кочергино административно относится к Курагинскому району.

## История
Основано в 1753 году как деревня Шошина.

## Население
| 2010 |
| ---- |
| 629  |

## Транспорт
Село находится на автомобильной дороге Минусинск — Курагино в 56 км от районного центра.
В селе Шошино начинается 7-километровая асфальтированная дорога в посёлок Жерлык, относящийся к Шошинскому сельскому поселению.

## Инфраструктура
В селе есть детский сад, а также средняя школа, в которой имеется краеведческий музей.

## Люди, связанные с селом
В Шошино родилась Глафира Окулова, участница революционного движения в царской России. В селе жил Герой Советского Союза Михаил Хвастанцев.